# Мокролуг
Мокролуг (словац. Mokroluh) — село и одноимённая община в округе Бардеёв Прешовского края Словакии.

## История
В селе есть римо-католический костел с 1772 года, построенный в стиле позднего барокко и протестантский костел.
Впервые упоминается в 1277 году.

## Население
| Год:                | 1994 | 2004     | 2014    | 2024    |
| ------------------- | ---- | -------- | ------- | ------- |
| Количество человек: | 587  | 714      | 730     | 769     |
| Разница:            |      | +21,63 % | +2,24 % | +5,34 % |

В селе проживает 727 человек.
Национальный состав населения (по данным последней переписи населения 2001 года):
- словаки — 99,71%
- чехи — 0,29%

Состав населения по принадлежности к религии состоянию на 2001 год:
- римо-католики — 47,76%,
- протестанты — 39,11%,
- греко-католики — 1,73%,
- не считают себя верующими или не принадлежат к одной вышеупомянутой церкви — 0,87%